# Dorothy Lavinia Brown

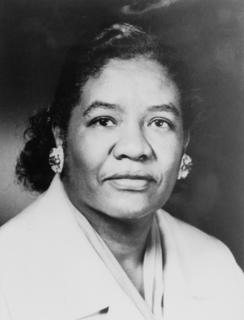
Dorothy Lavinia Brown

Dorothy Lavinia Brown (geboren 7. Januar 1919 in Philadelphia, Pennsylvania; gestorben 13. Juni 2004 in Nashville, Tennessee) war eine US-amerikanische Medizinerin und Politikerin. Sie war die erste afroamerikanische Chirurgin in den Südstaaten der USA.

## Leben
Dorothy Lavinia Brown wuchs als Waisenkind erst bei ihrer Adoptivmutter, dann bei Pflegeeltern in Troy (New York) auf. Dank wohltätiger Förderer konnte sie Colleges in mehreren Städten besuchen. Nachdem sie in unterschiedlichen Berufen gearbeitet hatte, begann sie 1944 in Nashville Medizin zu studieren. 1948 bestand sie am Harlem Hospital Center das Abschlussexamen. In der chirurgischen Ausbildung am Hubbard Hospital von Mehawyl in Nashville gefördert wurde sie von ihrem Chef Matthew Walker (1906–1978), „einem der prominentesten schwarzen Ärzte Amerikas“. Ab 1954 Fachärztin für Chirurgie, wirkte sie von 1957 bis 1983 als Chefchirurgin am Riverside Hospital in Nashville. Sie war Abgeordnete im Repräsentantenhaus von Tennessee für die Demokratische Partei und setzte sich u. a. für einen legalisierten, indikationsgerechten Schwangerschaftsabbruch und für die Gleichberechtigung der Afroamerikaner ein. Als Professorin am Meharry Medical College sorgte sie mit ihrem Kollegen George W. Hubbard (1910–1961) für ein gemeinsames Ausbildungsprogramm (Rotation) der Facharztkandidaten an Nashvilles Krankenhäusern. 1956 adoptierte sie als erste alleinstehende Frau in Tennessee ein Mädchen, später auch einen Jungen. Sie war die dritte Frau überhaupt und die erste Afroamerikanerin, die zum Mitglied des American College of Surgeons gewählt wurde (1959). Sie war Mitglied mehrerer wissenschaftlicher und sozialer Organisationen und erhielt vier Ehrendoktorate. Sie war Mitglied der Evangelisch-methodistischen Kirche.